# Mahlon Pitney

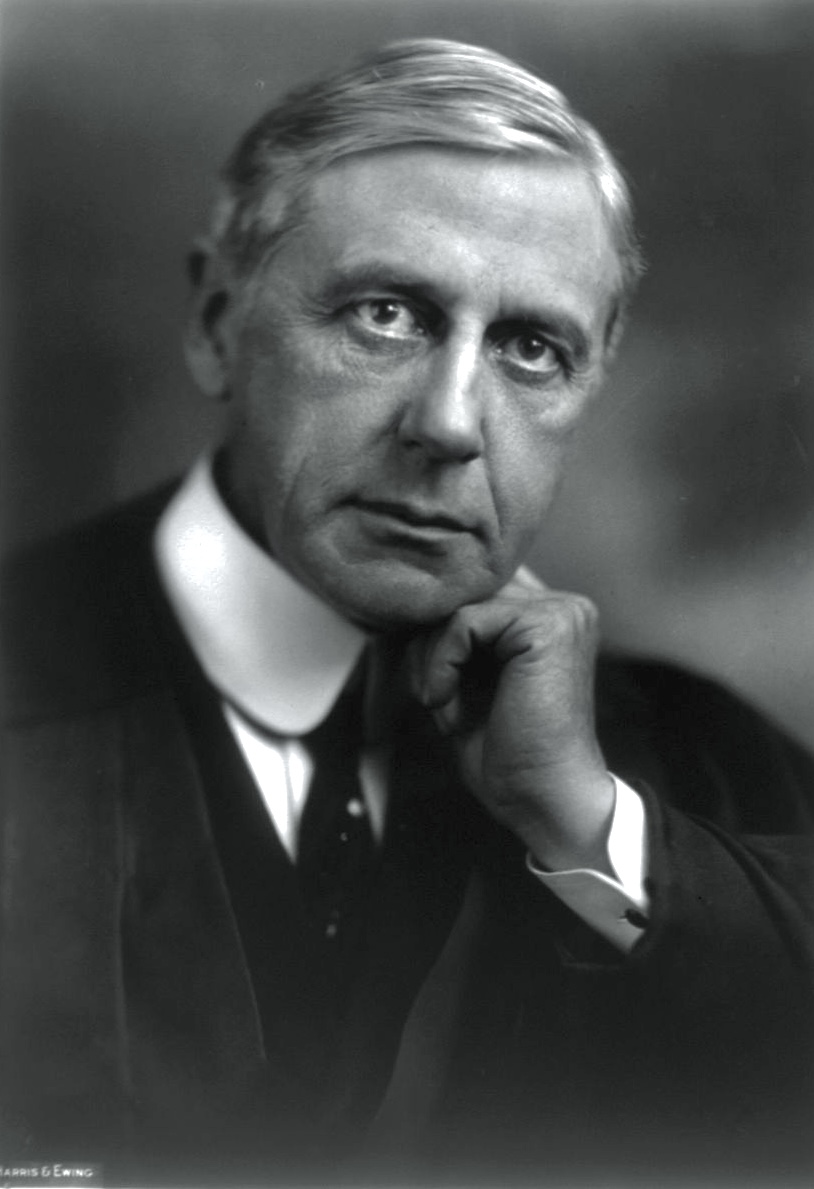
Mahlon Pitney

Mahlon Pitney (* 5. Februar 1858 in Morristown, New Jersey; † 9. Dezember 1924 in Washington, D.C.) war ein US-amerikanischer Jurist und Politiker der Republikanischen Partei, der sowohl Mitglied des US-Repräsentantenhauses für New Jersey als auch Richter am Obersten Gerichtshof der Vereinigten Staaten war.

## Leben
Der Sohn eines Rechtsanwalt studierte nach dem Schulbesuch am Princeton College und schloss dieses 1879 ab. Nach einem anschließenden postgradualen Studium der Rechtswissenschaften erhielt er 1882 die anwaltliche Zulassung im Bundesstaat New Jersey und war anschließend als Rechtsanwalt tätig.
Später engagierte sich Pitney, der auch Freimaurer war, politisch in der Republikanischen Partei und wurde als deren Kandidat 1895 in das Repräsentantenhaus der Vereinigten Staaten gewählt und vertrat in diesem vom 4. März 1895 bis zum 10. Januar 1899 den vierten Kongresswahlbezirk New Jerseys. Nachdem er sein Mandat im US-Repräsentantenhaus niedergelegt hatte, wurde er 1899 Mitglied im Senat von New Jersey und war während seiner bis 1901 andauernden Mitgliedschaft zuletzt 1901 für einige Zeit auch Präsident des Senats.
1901 wurde er zum Richter an den New Jersey Supreme Court, den Obersten Gerichtshof des Staates New Jersey, berufen und gehörte diesem bis 1908 an. Im Anschluss wurde er Kanzler (Chancellor) von New Jersey.
Am 18. Mai 1912 wurde Mahlon Pitney als Nachfolger von John Marshall Harlan von US-Präsident William Howard Taft zum Richter am Obersten Gerichtshof der USA berufen und gehörte diesem mehr als zehn Jahre an. Während seiner Zugehörigkeit kam es 1914 zu einer Grundsatzentscheidung zum Ausschluss- oder Sperrgrundsatz im Verfahren Weeks v. United States.  Zur Durchsetzung der Grundrechte nach dem 4. und 5. Zusatzartikel zur Verfassung der Vereinigten Staaten hatte der Oberste Gerichtshof entschieden, dass, wenn Ermittlungsorgane durch rechtswidrige Verhaftung, nicht ordnungsgemäße Durchsuchung oder willensbeugende Befragungsmethoden Beweise gewinnen, diese von der Verwertung in einem Prozess ausgeschlossen sind (exclusionary rule).
Am 31. Dezember 1922 trat er von seinem Richteramt zurück, nachdem er zuvor einen Schlaganfall erlitten hatte. Er starb am 9. Dezember 1924 und wurde auf dem Evergreen Cemetery in Morristown beigesetzt.
Mahlon Pitney war der Urgroßvater des Schauspielers Christopher Reeve.